# Maiara y Maraisa
Maiara y Maraísa es una dupla de cantantes, compositoras, multiinstrumentistas y empresarias brasileñas. Esta dupla está formada por las hermanas gemelas Maiara Carla y Carla Maraísa Henrique Pereira (Mato Grosso, Brasil; 31 de diciembre de 1987). Ganaron popularidad a nivel nacional por sus composiciones "10%" y "Medo Bobo".

## Biografía
Hijas de Marco César y Almira Henrique, Maiara y Maraisa nacieron en São José dos Quatro Marcos, Mato Grosso, el 31 de diciembre de 1987, y pasaron su infancia y adolescencia en varias ciudades del país. 
Maiara comenzó a estudiar Derecho y Música, pero solo completó Música, ya que abandonó Derecho a la mitad de la carrera. Maraísa comenzó a estudiar Relaciones Internacionales y Música, pero concluyó solamente esta última, dejando Relaciones Internacionales a la mitad, también. 
Comenzaron con el canto a los cinco años, momento en el que se subieron al escenario por primera vez durante el Festival da Canção. En marzo de 2004, con 16 años, lanzaron un álbum titulado Geminis Totalmente Livre.

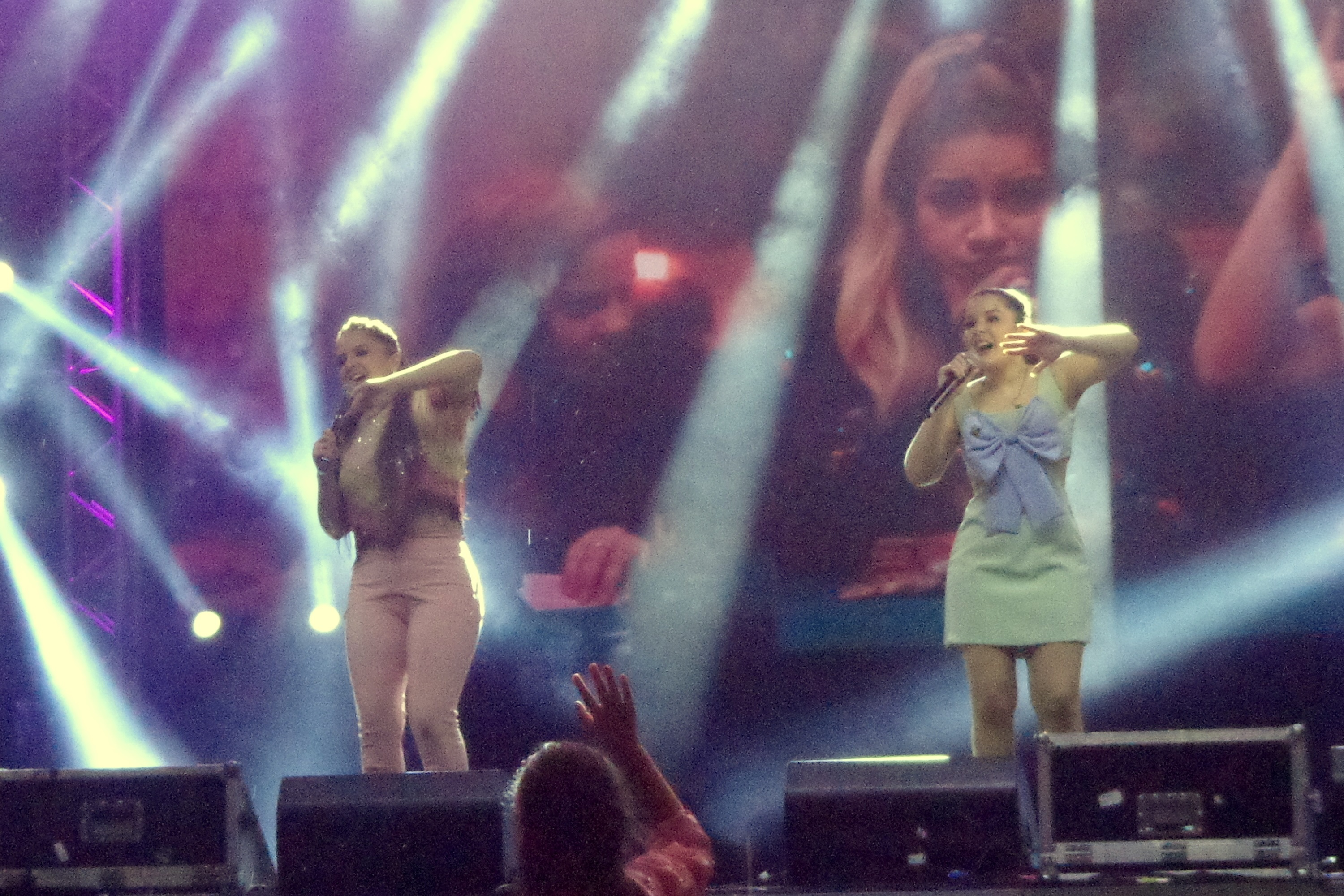
Maiara y Maraísa en un show homenaje a su colega Marília Mendonça, fallecida en un accidente aéreo en noviembre de 2021 (2022).

## Discografía
|  | Álbumes solo - Totalmente Livre (2004) - No Dia do Seu Casamento (2014) - Ao Vivo em Goiânia (2016) - Ao Vivo em Campo Grande (2017) - Reflexo (2018) - Aqui em Casa (2019) - Incomparável (2021) | Álbumes colaborativos - Agora É Que São Elas 2 (con Marília Mendonça) (2018) - Patroas (con Marília Mendonça) (2020) - Patroas 35% (con Marília Mendonça) (2021) - Identidade_ (2023) |